# Cygwin
Cygwin je namizno okolje in vmesnik z ukazno vrstico za MS Windows, ki ima značilnosti Unixovega okolja. Cygwin zagotavlja naravno integracijo aplikacij, podatkov in drugih sistemskih virov, ki temeljijo na MS Windows, z aplikacijami, programskimi orodji in podatki v okolju sistemov podobnih Unixu. Tako je možno pognati aplikacijo MS Windows iz okolja Cygwin, kakor tudi uporabiti orodja in aplikacije Cygwin znotraj okolja MS Windows.
Cygwin se sestoji iz dveh delov: dinamično-povezovalne knjižnice (DLL) zaradi združljivostnega sloja aplikacijskega programskega vmesnika (API), ki zagotavlja precejšen del funkcionalnosti POSIX API, in velike mere programskih orodij ter aplikacij, ki zagotavljajo ustrezne oblike produktov za sisteme podobne Unixu.
Izvirno so Cygwin razvili v podjetju Cygnus Solutions, ki se je leta 1999 združilo z Red Hat. Izdajajo ga pod Splošnim dovoljenjem GNU (GPL) in je prosto programje. Danes ga vzdržujejo zaposleni v Red Hat, NetApp in mnogi drugi prostovoljci. Corinna Vinschen in Christopher Faylor sta trenutno upravnika razvojnega moštva Cygwin.

## Zgodovina
Cygwin se je začel razvijati leta 1995 kot projekt Stevea Chamberlaina, inženirja podjetja Cygnus Solutions, ki je opazil da sta Windows NT in 95 uporabljala objektni datotečni format COFF, GNU pa je že imel podporo za arhitekturo nabora ukazov x86, COFF za objektni datotečni format in C-jevsko standardno knjižnico newlib. Menil je da bi bilo mogoče preusmeriti prevajalnik GCC in razdelati počezni prevajalnik (cross compiler), ki bi tvoril izvršne datoteke v soglasju z MS Windows. To se je res pokazalo za praktično in prototip je bil kmalu izdelan.